# Космос-2063
Космос-2063 је један од преко 2400 совјетских вјештачких сателита лансираних у оквиру програма Космос.
Космос-2063 је лансиран са космодрома Плесецк, СССР, 27. марта 1990. Ракета-носач Молнија је поставила сателит у орбиту око планете Земље. Маса сателита при лансирању је износила 1900 килограма. Космос-2063 је био сателит за рано упозоравање на појаву интерконтиненталних балистичких ракета.